# Berry Global
Berry Global Group, Inc. (NYSE: BERY) er en amerikansk producent af plastikemballage. Deres hovedkvarter er i Evansville, Indiana, de har over 265 lokaliteter og over 46.000 ansatte på verdensplan.
Årsomsætningen er på 14 mia. $. I 2017 skiftede de navn fra Berry Plastics til Berry Global.
Berry Global er inddelt i divisionerne: Sundhed & hygiejne; forbrugeremballage; og ingeniørmaterialer.